# Robert Iler
Robert Iler (ur. 2 marca 1985 w Nowym Jorku) – amerykański aktor, jego najsłynniejszą rolą było zagranie postaci A.J.-a Soprano w serialu Rodzina Soprano.
4 lipca 2001, kiedy Iler miał 16 lat, został aresztowany wraz z trzema kolegami za obrabowanie brazylijskich turystów. Skradli wtedy 40 dolarów. 23 kwietnia 2002 Iler i jeden z jego wspólników przyznali się do winy. Ilerowi został wymierzony wyrok trzech lat pozbawienia wolności w zawieszeniu.
W 2005 Robert Iler stracił 25 funtów (11 kilogramów) stosując dietę Atkinsa. Zredukował wtedy swoją wagę z 81 kg do 70 kg.

## Filmografia
- Kod porozumienia (1999)
- Rodzina Soprano (1999–2007)
- Debiutant (2002)
- Daredevil (2003)